# Mouhammad Alix
Albums de Kery James
Dernier MC
(2013) J'rap encore
(2018)
Singles
1. Vivre ou mourir ensemble
Sortie : 8 janvier 2016
2. Mouhammad Alix
Sortie : 11 mars 2016
3. N'importe quoi
Sortie : 13 mai 2016
4. Racailles
Sortie : 14 juillet 2016
5. Musique nègre (feat. Lino et Youssoupha)
Sortie : 13 septembre 2016
6. J'Suis pas un héros
Sortie : 4 octobre 2016

Mouhammad Alix est le sixième album studio du rappeur français Kery James, sorti le 30 septembre 2016.

## Présentation
L'album comprend seize titres et contient plusieurs collaborations avec des artistes tels que Lino, Youssoupha, Toma et Faada Freddy. Le morceau Racailles se pose comme une peinture de la réalité politique tandis que le morceau Musique nègre défend le rap, considéré comme une « musique immonde » par le candidat Henry de Lesquen. Le jour de sa sortie, l'album est immédiatement classé premier du top des albums les plus téléchargés sur Itunes en temps réel. Le 4 octobre, il sort le clip de J'suis pas un héros.

## Liste des titres
| No  | Titre                                       | Durée |
| --- | ------------------------------------------- | ----- |
| 1.  | Mouhammad Alix                              | 4:26  |
| 2.  | Douleur ébène                               | 5:13  |
| 3.  | Pense à moi (featuring Madame Monsieur)     | 4:12  |
| 4.  | Jamais (featuring Nov)                      | 4:45  |
| 5.  | La rue ça fait mal                          | 4:43  |
| 6.  | Des morceaux de nous (featuring Cléo)       | 4:10  |
| 7.  | D’où j’viens                                | 4:51  |
| 8.  | Prends le temps (featuring Faada Freddy)    | 5:05  |
| 9.  | Paradoxal (featuring Cléo)                  | 4:54  |
| 10. | Rue de la peine (featuring Toma)            | 4:11  |
| 11. | Vivre ou mourir ensemble                    | 6:15  |
| 12. | Musique nègre (featuring Lino & Youssoupha) | 3:29  |
| 13. | Ailleurs (featuring Toma)                   | 4:10  |
| 14. | N’importe quoi                              | 3:45  |
| 15. | Racailles*                                  | 6:36  |
| 16. | J’suis pas un héros                         | 4:09  |